# Callambulyx sichangensis
Callambulyx sichangensis là một loài bướm đêm thuộc họ Sphingidae. Loài này có ở Trung Quốc.